# Iglesia de Nuestra Señora de la Piedad (Santa Bárbara de Casa)
La Parroquia de Nuestra Señora de la Piedad es un templo católico ubicado en la localidad de Santa Bárbara de Casa.
Comenzó a construirse en 1769 con el proyecto y la dirección de Ambrosio de Figueroa. Fueron sus maestros de obras Juan Gómez Borrero y Bartolomé Alonso Borrero. En diciembre de 1776 ya había culminado las obras.
Su aspecto exterior es barroco, con rica decoración de molduras en la fachada de los pies. Su portada la forma una puerta adintelada rematada por un frontón partido que acoge un gran óculo. A su derecha se levanta la torre, con caña lisa y campanario formado por vanos de medio punto y chapitel con cubierta de azulejos. Es una iglesia de grandes dimensiones, con planta de cruz latina con una sola nave y capillas entre contrafuertes. Se cubre con media naranja en el crucero y bóvedas de cañón en el resto del edificio. Tras el presbiterio se sitúa una sacristía de planta cuadrada con bóveda vaída.